# Cantó de Carpentràs Nord
El cantó de Carpentràs Nord (en francès canton de Carpentras-Nord) és una antiga divisió administrativa francesa del departament de la Valclusa, situat al districte de Carpentràs. Té 5 municipis i part del de Carpentràs. Va desaparèixer el 2015.

## Municipis
- Aubinhan
- Caromb
- Carpentràs (part nord)
- L'Auriòu de la Comtat
- Sant Ipolite lo Graveiron
- Sarrian

## Història
| Data d'elecció                           | Identitat          | Partit        | Qualitat |
| ---------------------------------------- | ------------------ | ------------- | -------- |
| 1925-1967                                | Francis Bouyer     | SFIO          |          |
| 1967-1973                                | Maurice Charretier | Divers droite |          |
| 1973-1979                                | Georges Ghio       | PS            |          |
| 1979-1998                                | Jacques Roman      | UDF-radical   |          |
| 1998-2015                                | Michel Bayet       | PS            |          |
| les dades anteriors no són pas conegudes |                    |               |          |
|                                          |                    |               |          |